# Gus Van Sant
Gus Van Sant Jr. (Louisville (Kentucky), 24 juli 1952) is een Amerikaans filmregisseur en scenarist, die ook als fotograaf, auteur en muzikant actief is.

## Biografie
Gus Van Sant studeerde aan de Rhode Island School of Design. Hier raakte hij beïnvloed door de schilderkunst en de experimentele film. In 1981 filmde hij met een laag budget de film Alice in Hollywood, die nooit is uitgebracht. Hij ging werken voor een reclamebureau om zo geld te verdienen. In 1985 maakte hij van zijn verdiende geld de onafhankelijke film Mala Noche. De film bevat enkele thema's die in het latere werk van Van Sant zouden terugkeren, zoals homoseksualiteit (Van Sant is zelf openlijk homoseksueel), de setting (Portland, Oregon) en een droge behandeling van het absurde. Mala Noche werd zeer goed ontvangen bij de critici. De Los Angeles Film Critics Association noemde het zelfs de beste onafhankelijke film van het jaar. Na deze film verhuisde hij naar Portland.
In 1989 bracht Van Sant zijn tweede lange speelfilm uit, Drugstore Cowboy. Ook deze film, over vier drugsverslaafden die apotheken overvallen om aan hun behoefte te voorzien, bevestigde zijn status als een belangrijk regisseur. De film werd door de National Society of Film Critics beloond met beste film, beste regisseur en beste scenario. Ook kreeg de film een Independent Spirit Award voor beste scenario. Verder betekende het een nieuwe waardering voor hoofdrolspeler Matt Dillon, wiens carrière in het slop was geraakt.
Met zijn derde film, My Own Private Idaho (1991), liet Van Sant zien een voorkeur te hebben voor karakters uit de rand van de samenleving. My Own Private Idaho, een film over twee mannelijke hoeren, Keanu Reeves en River Phoenix, leverde hem zijn tweede Independent Spirit Award op en gaf Reeves de kans om te laten zien wat hij in zijn mars had. In die jaren was hij ook als fotograaf actief. Een verzameling van zijn foto's werden gepubliceerd in het boek 108 Portraits uit 1992. Ook begon hij zich in die jaren te ontwikkelen als videoclipregisseur. Hij regisseerde onder andere de clip van "Under the Bridge" van de Red Hot Chili Peppers.
Even Cowgirls Get the Blues uit 1994, een film naar het gelijknamige boek van Tom Robbins, wist echter niet te overtuigen. De film had een hoger budget dan Van Sant gewend was, en een grote cast met onder andere Uma Thurman en Keanu Reeves. De film kreeg slechte recensies en trok te weinig publiek. Zijn volgende film, de zwarte komedie To Die For (1995) herstelde zijn eer, en werd zowel bij het publiek als bij de critici goed ontvangen. Hoofdrollen in de film waren voor Nicole Kidman als ambitieuze weervrouw die over lijken gaat om beroemd te worden, Matt Dillon als haar echtgenoot en Joaquin Phoenix, de broer van de twee jaar daarvoor overleden River Phoenix.
In 1997 haalde Van Sant het grootste succes met Good Will Hunting. De film had Ben Affleck en Matt Damon in de hoofdrollen, die tevens het scenario hadden geschreven. De film werd Van Sants grootste commerciële succes, en werd genomineerd voor meerdere Oscars, waaronder een voor Van Sant, namelijk die voor Beste Regisseur. Uiteindelijk wonnen Affleck & Damon een Oscar voor beste scenario en Robin Williams voor Beste bijrol. Datzelfde jaar bracht Van Sant zijn eerste boek uit, getiteld Pink, en twee muziekalbums, Gus Van Sant en 18 Songs About Golf). Het boek was opgedragen aan River Phoenix.
Na het succes van Good Will Hunting kon Van Sant een remake maken van Alfred Hitchcocks Psycho. De film is een opvallende remake, omdat hij, op kleine wijzigingen na, shot voor shot identiek is aan de oorspronkelijke film. Een groot verschil is dat Van Sants versie in kleur is, en niet in zwart-wit, en Van Sant maakt gebruik van een andere cast, waaronder Anne Heche, Vince Vaughn en Julianne Moore. De film werd met gemengde gevoelens ontvangen en kreeg enkele slechte kritieken. Finding Forrester uit 2000 werd beter ontvangen, maar Van Sant werd niet meer zo bejubeld als in zijn beginjaren.
Beïnvloed door de Hongaarse filmmaker Béla Tarr trok Van Sant samen met Matt Damon en Casey Affleck de woestijn in voor de opnames van Gerry. De film is grotendeels geïmproviseerd, er gebeurt weinig, opgenomen met weinig camera's, en bevat enkele prachtige landschapopnames. De film betekende een terugkeer van Van Sant naar zijn experimentele beginfase. De ontvangst bij critici was zeer gemengd: hij werd zowel geprezen als veracht.
Van Sants volgende film, Elephant uit 2003, werd voor het eerst vertoond op Filmfestival van Cannes, waar het de Gouden Palm won en Van Sant werd geëerd als beste regisseur van het jaar. De controversiële film, losjes gebaseerd op de Moorden op Columbine High School, werd net als Gerry uiteenlopend ontvangen, mede door de onconventionele vertelling (er wordt geen poging gedaan om een verklaring te zoeken voor de moorden) en de lange shots.
In 2005 kwam Last Days uit, gebaseerd op de laatste dagen van Nirvana-zanger Kurt Cobain, en in mei 2007, tijdens het Filmfestival van Cannes Paranoid Park, over een skateboardende tiener die per ongeluk iemand doodt.
Met de Biopic Milk betreedt Van Sant in 2008 weer meer de toegankelijke cinema. Genomineerd voor acht Oscars en vele andere prijzen is de film een succes te noemen. Ook is er een Oscarnominatie voor beste regie voor Van Sant.

## Filmografie
- Don't Worry, He Won't Get Far On Foot (2018)
- The Sea of Trees (2015)
- Restless (2011)
- Milk (2008)
- Paranoid Park (2007)
- Last Days (2005)
- Elephant (2003)
- Gerry (2002)
- Finding Forrester (2000)
- Psycho (1998)
- Good Will Hunting (1997)
- To Die For (1995)
- Even Cowgirls Get the Blues (1994)
- My Own Private Idaho (1991)
- Drugstore Cowboy (1989)
- Mala Noche (1986)